# Nicolas Vaux, 1. Baron Vaux of Harrowden

Wappen des Nicolas Vaux, 1. Baron Vaux of Harrowden

Nicolas Vaux, 1. Baron Vaux of Harrowden (* um 1460; † 14. Mai 1523) war ein englischer Ritter, Peer und Politiker.

## Familiäres Umfeld
Nicolas Vaux entstammte einer nicht sehr bedeutenden englischen Adelsfamilie aus Northamptonshire. Er war der Sohn des Sir William Vaux, Herr auf Harrowden, der wegen seiner Treue zum Hause Lancaster und zu König Heinrich VI. hervorgetreten war. Nach Heinrichs Niederlage und der Thronbesteigung Eduards IV. aus dem Hause York wurde William Vaux deshalb am 4. November 1461 geächtet (attained) und sein Grundbesitz enteignet. Er blieb Heinrich VI. weiter treu und fiel am 4. Mai 1471 auf Seiten der Lancaster-Partei in der Schlacht von Tewkesbury.

## Leben und politische Karriere
Nicolas Vaux wurde um 1460 als Sohn Sir Williams geboren und dem Hörensagen nach in Oxford erzogen. Auch er war Anhänger des Hauses Lancaster; deshalb schloss er sich dem Prätendenten des Hauses, Heinrich VII. aus dem Hause Tudor, an. Nach dessen Sieg in der Schlacht von Bosworth über Richard III. aus dem Hause York erwirkte Nicolas Vaux anlässlich der Thronbesteigung des neuen Königs die Aufhebung der Ächtung seines Vaters. Gleichzeitig wurden ihm dessen eingezogene Güter im November 1485 (,als des Königs vertrauten und vielgeliebten Edelmannes') zurückerstattet. Er wurde zusätzlich am 19. November 1485 auf Lebenszeit zum Steward von Olney und Newport Pagnell in Buckinghamshire, und am 7. August 1486 zum Commander für Northamptonshire und 1488 zum Leiter der Musterungen in dieser Grafschaft ernannt. Er kämpfte für Heinrich VII. am 16. November 1487 in der Schlacht von Stoke und wurde dafür noch auf dem Schlachtfeld zum Knight Bachelor geschlagen. Am 25. November 1487 nahm er an den Krönungsfeierlichkeiten anlässlich der Krönung der Gemahlin des Königs, Elisabeth von York teil. Am 17. Juni 1497 wurde vom König auf dem Schlachtfeld von Blackheath zum Knight Banneret erhoben.
Im Jahre 1492 begleitete er den König nach Boulogne, um dort dann 1501 Katharina von Aragón, die künftige Frau des englischen Thronfolgers, zu empfangen und nach England zu begleiten. Bei der anschließenden Hochzeit der Prinzessin in der St Paul’s Cathedral mit dem Thronerben Arthur, Prince of Wales, dem ältesten Sohn Heinrichs VII., nahm er ebenfalls teil.
Vom Vertrauen des Königs getragen bekleidete er viele Ämter: 1495 bis 1496, 1501 bis 1502 und 1516 bis 1517 war er High Sheriff von Northants, im Juni 1502 wurde er Constable of Rockingham. Er war sowohl für Heinrich VII. als auch für Heinrich VIII. Leibkammerherr (Knight of the body). Unter Heinrich VIII. nahm er 1513 am Feldzug gegen Frankreich teil, begleitete später nach dem Friedensschluss mit Frankreich Prinzessin Mary, die Schwester des Königs, nach Abbeville zu deren Hochzeit mit König Ludwig XII. von Frankreich. Im Juli 1520 nahm er am Treffen zwischen Kaiser Karl V. und Heinrich VIII. teil. In Anerkennung seiner Dienste berief ihn der König am 27. April 1523 durch Writ of Summons ins Parlament ein und erhob ihn dadurch zum Baron Vaux of Harrowden.
Er starb drei Wochen nach seiner Erhebung zum Peer am 14. Mai 1523 einem Spital des Johanniterordens. Er war mit Elisabeth, der Witwe des Sir William Parr, der Großmutter  der 6. und letzten Frau Heinrichs VIII., Katharina Parr, verheiratet.